# Club Editor
Club Editor es una editorial española fundada en 1959 que desempeñó en sus primeras décadas un destacado papel en el desarrollo y difusión de la narrativa contemporánea en lengua catalana.

## Historia
Retomando una iniciativa que había sido truncada por la Guerra Civil, la Editorial Aymà creó en 1955 una colección de narrativa contemporánea en lengua catalana llamada Club dels Novel·listes («Club de los Novelistas»). El propósito era recuperar el espacio lector que había ocupado el género mediante la publicación de las obras de jóvenes escritores. 
En 1959, Xavier Benguerel y Joan Sales compraron la colección Club dels Novel·listes a la Editorial Aymà y la convirtieron en el núcleo de su nuevo sello: Club Editor. Ambos eran escritores: Xavier Benguerel había inaugurado la citada colección con El Testament (1955), y el número 5 de la misma era nada menos que Incerta glòria (1956), la obra cabal de Joan Sales. 
Al frente de Club Editor, Benguerel y Sales emprendieron una labor editorial que daría a conocer a los mejores narradores en lengua catalana de la segunda mitad de siglo XX, además de contribuir mediante traducciones al catalán a la divulgación de obras selectas de la literatura universal; para salvar los escollos financieros del proyecto idearon un sistema de subscripciones que garantizaba un mínimo de ejemplares vendidos.
Con la retirada de Xavier Benguerel en 1967, la esposa de Joan Sales, Núria Folch, pasó a dirigir oficiosamente la casa, eludiéndose así las dificultades de Sales con el régimen franquista; con todo, Sales se mantuvo siempre vinculado a la editorial. Ya fallecido Sales, las dificultades económicas favorecieron la alianza de Núria Folch con la Editorial Columna, que sería luego absorbida por el grupo Planeta. En 2005 María Bohigas Sales, nieta de Sales y Folch, recompró la editorial con el apoyo de Edicions de 1984 e inició la etapa actual de Club Editor.

## Catálogo
La colección Club dels Novel·listes alternó desde el primer momento la edición de las obras más recientes de la narrativa catalana con traducciones al catalán de notables títulos de la literatura contemporánea universal. Dentro de este segundo grupo se editaron algunos clásicos como Els germans Karamazov (Los hermanos karamazov), de Fiodor Dostoievski, pero predominan obras aparecidas por esos años, como El Crist de nou crucificat (Cristo de nuevo crucificado), de Nikos Kazantzakis; El guepard (El gatopardo), de Giuseppe Tomasi de Lampedusa; El pont del riu Kwai (El puente sobre el río Kwai), de Pierre Boulle; o L'ingenu seductor (El ingenuo seductor), de J. D. Salinger.
La lista de autores del primer grupo, por su parte, muestra la doble función dinamizadora y divulgadora de la colección, pues contiene prácticamente todos los grandes nombres de la narrativa catalana del periodo y obras muy significativas: Llorenç Villalonga (Bearn, Mort de dama), Mercè Rodoreda (La Plaça del Diamant, Mirall trencat), Maria Aurèlia Capmany (La pluja als vidres), Joan Sales (la ya citada Incerta glòria). Deben citarse todavía autores tan conocidos actualmente como Jordi Sarsanedas, Josep Maria Espinàs, Ramon Folch i Camarassa y Sebastià Juan Arbó, entre otros. En los años 70 se incorporaron a la colección jóvenes valores como Guillem Frontera o Maria Antònia Oliver.
Además del Club dels Novel·listes, la editorial mantiene desde 1968 la colección El Pi de les Tres Branques, dedicada al ensayo filológico e histórico. Bajo la dirección de María Bohigas se ha seguido reeditando el catálogo propio y se han incorporado nuevos autores y obras, publicando «una decena de títulos al año, muchas veces en doble edición catalana y castellana». Actualmente, junto a las citadas, Club Editor gestiona las colecciones La Cara Fosca de les Lletres, Club Editor Jove y La Dula, así como la Biblioteca Mercè Rodoreda. Materializando un proyecto que su abuelo siempre había tenido en mente, Bohigas lanzó en 2014 la serie La Montaña Pelada, formada por obras traducidas al castellano..